# 广宁郡 (东魏)
广宁郡，中国东魏时设置的郡。
东魏改山阳郡置广宁郡，治所在山阳县（今河南焦作市东）。北齐沿置，北周废广宁郡。山阳县并入修武县，修武县属于修武郡。隋文帝开皇三年（583年）废修武郡，修武县属殷州。